# Apocheiridium chilense
Apocheiridium chilense är en spindeldjursart som beskrevs av Vitali-di Castri 1962. Apocheiridium chilense ingår i släktet Apocheiridium och familjen dvärgklokrypare. Inga underarter finns listade i Catalogue of Life.